# Bad Habit
«Bad Habit» — песня американского музыканта Стива Лейси, выпущенная в качестве второго сингла с его второго студийного альбома Gemini Rights 19 июня 2022 года. Лейси является продюсером и автором песни, также в написании сингла приняли участие Джон Кэрролл Кирби, Уинтер Гордон, Британни Фуше и Мэтью Кастелланос. Это первая песня исполнителя, которая попала в американский чарт синглов Billboard Hot 100.

## Мнение критиков
Брайсен Сондерс из Hypebeast обнаружил, что песня имеет «фанковую басовую партию, плавный темп и электронные эффекты», а её текст посвящен «сожалению о неудавшемся любовном увлечении». Том Брейхан из Stereogum назвал этот трек «лоу-файным, доморощенным взглядом на то, что когда-то мог написать Принс», также он написал, что Лейси «добавлял слой за слоем собственные мелодии исполненные на одной октаве» прежде чем «добавить верхний слой немного брейкдауна из битбокса в живом исполнении».

### Итоговые списки
| Публикация/критик | Список                     | Ранг | Ссылка |
| ----------------- | -------------------------- | ---- | ------ |
| Billboard         | The 100 Best Songs of 2022 | 1    | [ 4 ]  |

## Чарты
| Чарт (2022)                                  | Высшая позиция |
| -------------------------------------------- | -------------- |
| Австралия (ARIA)                             | 3              |
| Канада (Billboard Canadian Hot 100)          | 11             |
| Канада (Billboard CHR/Top 40)                | 35             |
| Чехия (Singles Digitál Top 100)              | 100            |
| Мир (Billboard Global 200)                   | 10             |
| Ирландия (IRMA)                              | 9              |
| Латвия (AGATA)                               | 8              |
| Нидерланды (Single Tip)                      | 1              |
| Новая Зеландия (Recorded Music NZ)           | 2              |
| Португалия (AFP)                             | 75             |
| Сингапур (RIAS)                              | 22             |
| Словакия (Singles Digitál Top 100)           | 53             |
| ЮАР (RISA)                                   | 34             |
| Швеция (Sverigetopplistan)                   | 49             |
| Швейцария (Schweizer Hitparade)              | 88             |
| Великобритания (OCC UK Singles)              | 12             |
| Великобритания (OCC UK Hip Hop/R&B)          | 4              |
| США (Billboard Hot 100)                      | 2              |
| США (Billboard Adult Pop Airplay)            | 28             |
| США (Billboard Hot R&B/Hip-Hop Songs)        | 4              |
| США (Billboard Hot Rock & Alternative Songs) | 1              |
| США (Billboard Pop Airplay)                  | 10             |
| США (Billboard Rhythmic)                     | 19             |

## Сертификация
| Регион | Сертификация  | Продажи   |
| --- | ------------- | --------- |
| Австралия (ARIA) | 4× Платиновый | 280 000   |
| Австрия (IFPI Austria) | Золотой       | 15 000    |
| Канада (Music Canada) | 2× Платиновый | 160 000   |
| Дания (IFPI Danmark) | Золотой       | 45 000    |
| Франция (SNEP) | Золотой       | 100 000   |
| Италия (FIMI) | Золотой       | 50 000    |
| Новая Зеландия (RMNZ) | 3× Платиновый | 90 000    |
| Польша (ZPAV) | Платиновый    | 50 000    |
| Португалия (AFP) | Платиновый    | 10 000    |
| Испания (PROMUSICAE) | Золотой       | 30 000    |
| Великобритания (BPI) | Платиновый    | 600 000   |
| Стриминг |               |           |
| Греция (IFPI Greece) | Золотой       | 1 000 000 |
| Швеция (GLF) | Золотой       | 4 000 000 |
| Данные о продажах + прослушиваниях приведены только на основе сертификации. · Данные только о прослушиваниях приведены на основе сертификации. |               |           |